# Willem Coenraad Brouwer

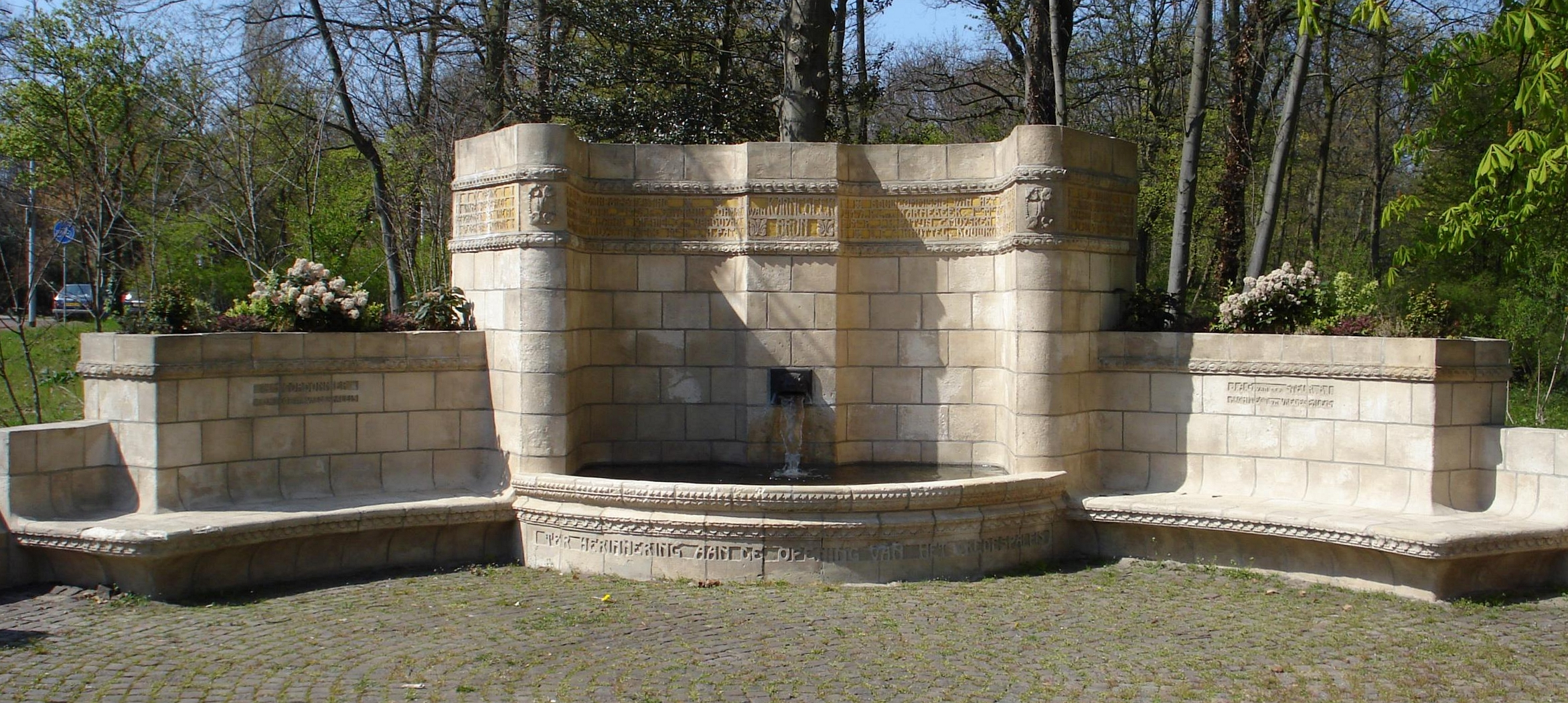
Monumento memorial Karnebeekbron, obra de 1915 en el parque Carnegielaan del centro de La Haya.

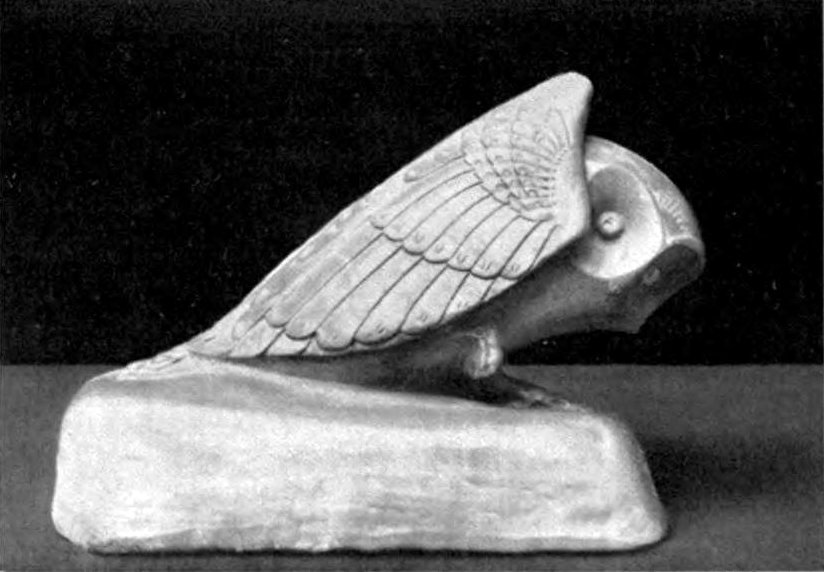
Lechuza de cerámica.

Willem Coenraad Brouwer fue un escultor y ceramista neerlandés, nacido el 19 de octubre de 1877 en Leiden y fallecido el 23 de mayo de 1933 en Zoeterwoude.

## Datos biográficos
Brouwer estudió en la Teekenschool de su ciudad natal Leiden. Desde 1894 hasta 1898 trabajó en el estudio para la decoración de libros y cartas de su hermano Loeber. Posteriormente se trasladó a Gouda, donde adquirió conocimientos en cerámica en la compañía Goedewaagen (nl:). En 1900 se incorporó al grupo de artistas `t Binnenhuis (nl:). En 1901, Brouwer abrió su propio negocio de cerámica en Leiderdorp bajo el nombre de Fábrica de Cerámica de Brouwer (Fabriek van Brouwer's Aardewerk).
A partir de 1906 también hizo cerámica esmaltada y piezas de jardín y para la construcción, un ejemplo de cerámica arquitectónica es la que hizo para el Palacio de la Paz en La Haya. Es considerado como un innovador en este campo. Trabajó con varios arquitectos como Berlage , Oud , Dudok y Wils. Fue un miembro de la Asociación de escultores holandeses (Nederlandse Kring van Beeldhouwers).

## Obras
Entre las obras de Brouwer destacan las siguientes, ordenadas cronológicamente:
- 1909-1913 escultura en el Palacio de la Paz , La Haya
- 1912-1913 escultura de cerámica en el garaje Kennemer (nl:), Alkmaar
- Fuente Karnebeek 1915, La Haya
- 1917 Cariátides de la Casa Larga (Huis De Lange), Alkmaar
- 1920 Banco Gijselaar, Rapenburg, Leiden
- 1923 Cuatro ornamentos de piedra cocida, que representan la Kasper, en la parte superior de la fachada de la antigua sede de los Maurits, Geleen
- 1928-1930 imágenes de fachadas de Hermes y Neptuno en la casa del Atlántico (Atlantic huis) de Róterdam
- 1930 cinco adornos de terracota de la fachada del Hospital Wilhelmina (Wilhelminaziekenhuis), Assen

## Galería de imágenes

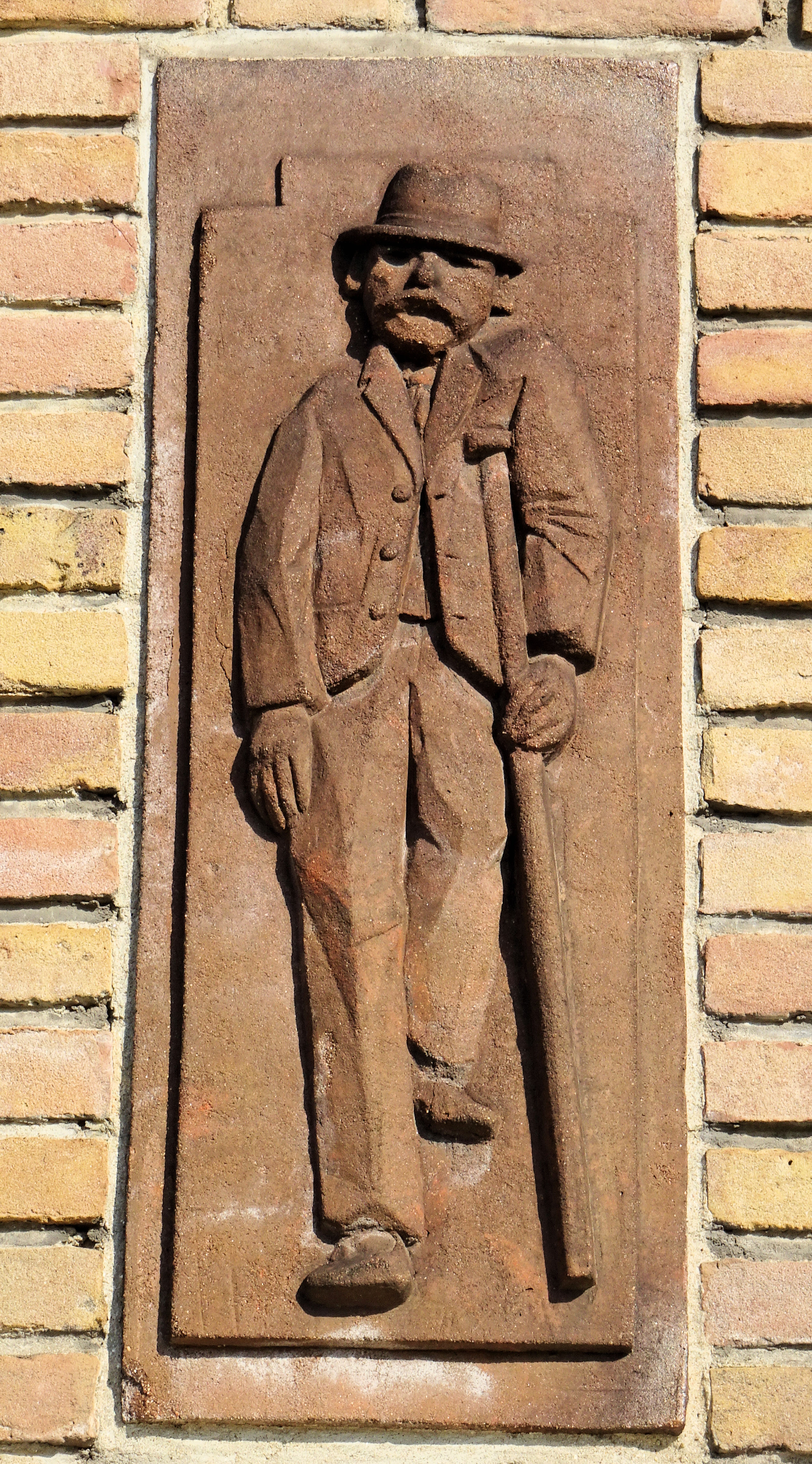
Willem Coenraad Brouwer: 1 de los 5 adornos del Hospital Wilhelmina en Assen
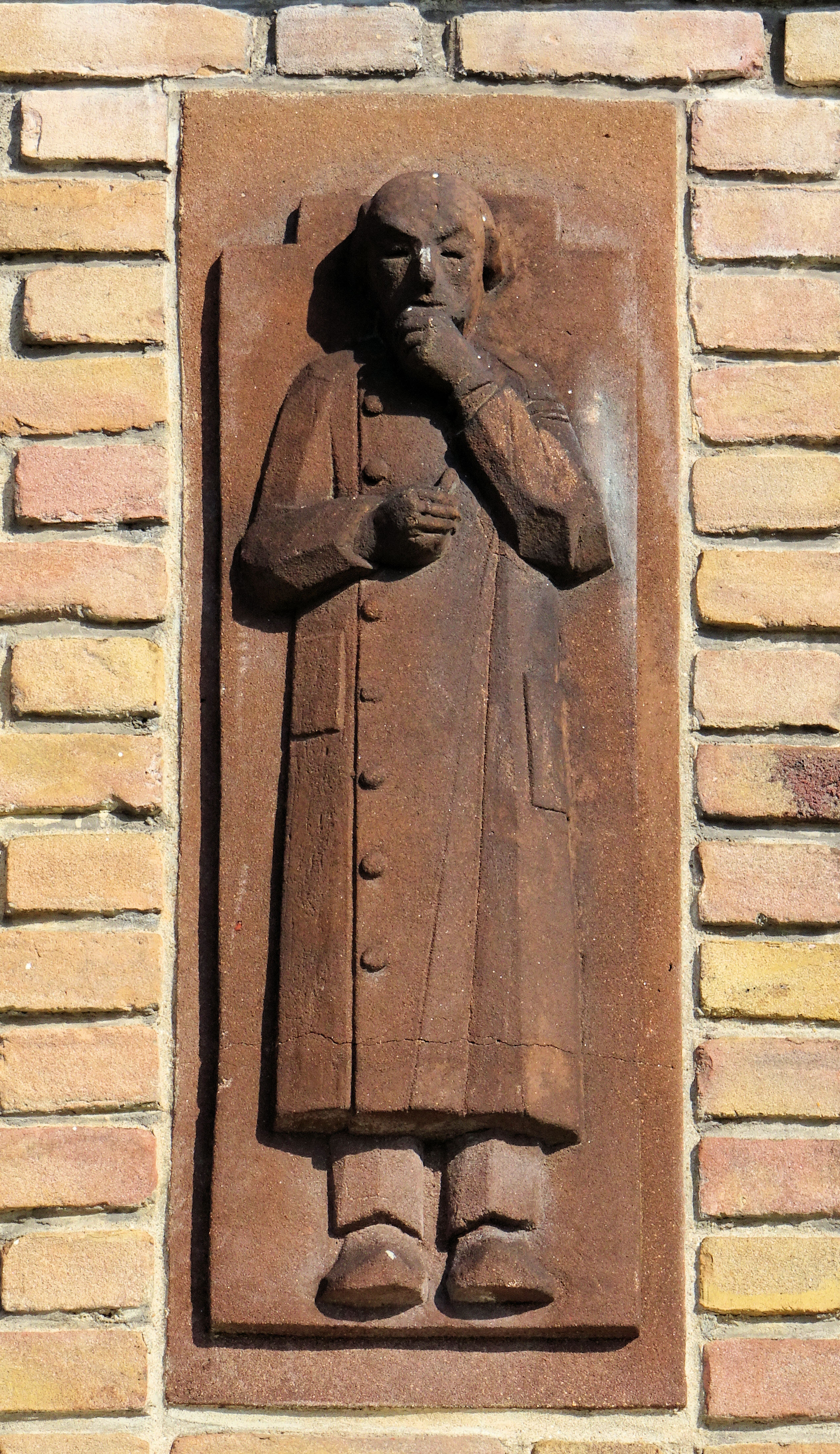
Willem Coenraad Brouwer: 1 de los 5 adornos del Hospital Wilhelmina en Assen
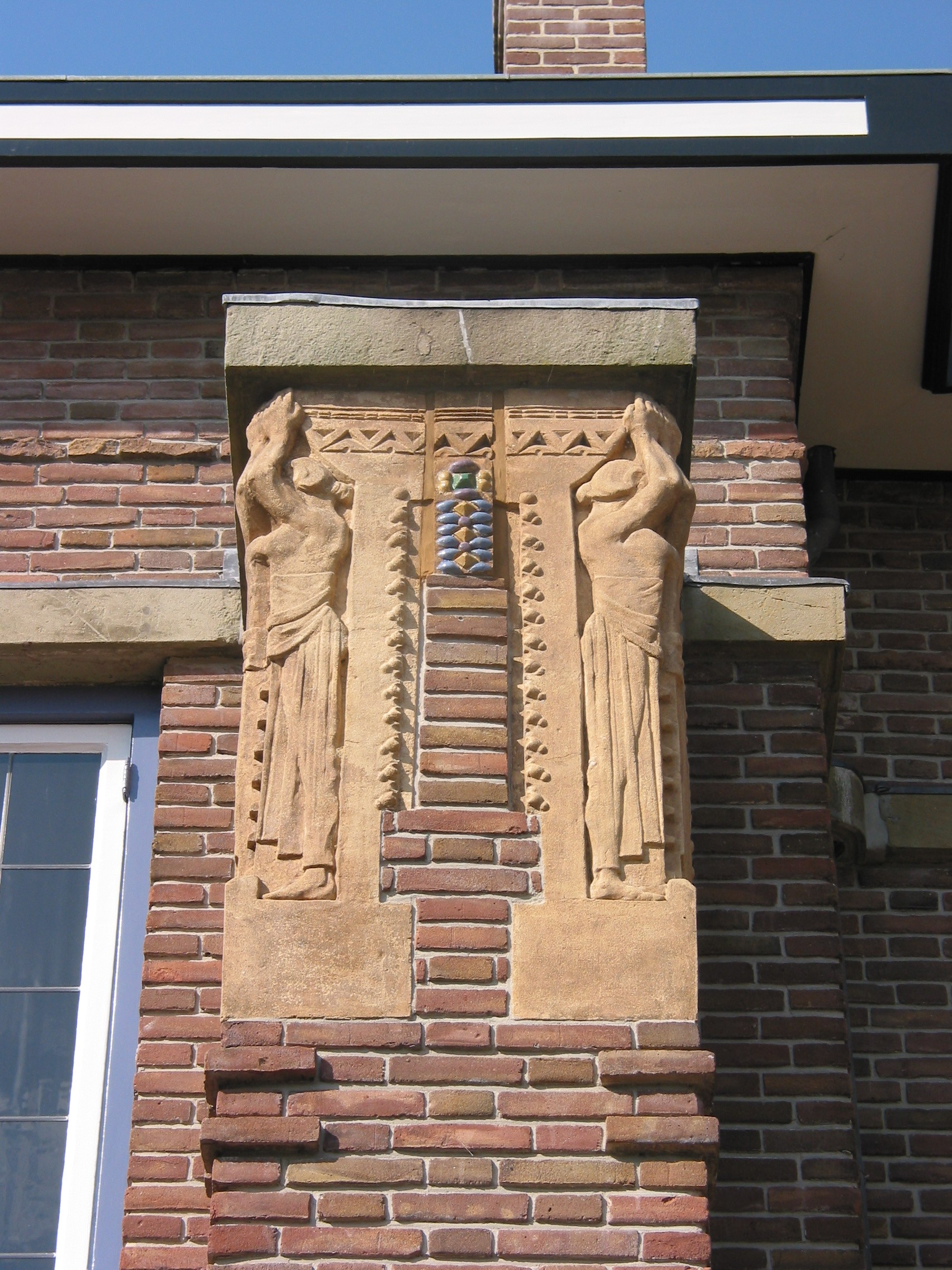
Cariátides de la Casa Larga (Huis De Lange), Alkmaar
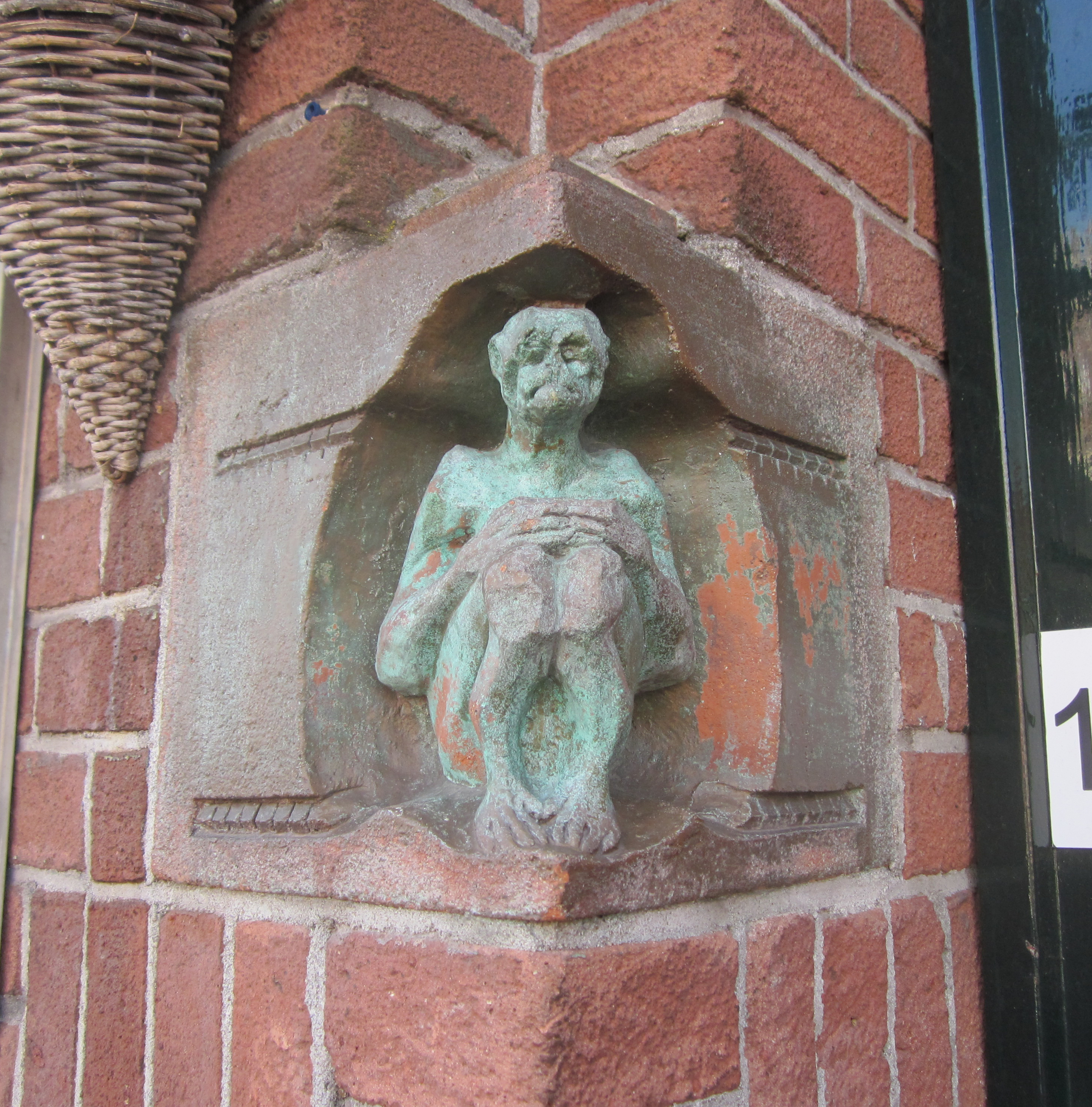
1 de los 3 monos que decoran la fachada del nº 123 Verdronkenoord en Alkmaar. 1913. 52°37′47.36″N 4°45′0.54″E / 52.6298222, 4.7501500
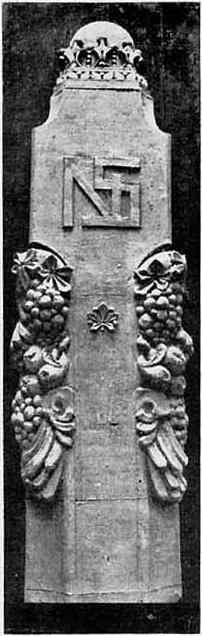
Decoración para el edificio Schinkel en Purmerend. 1912
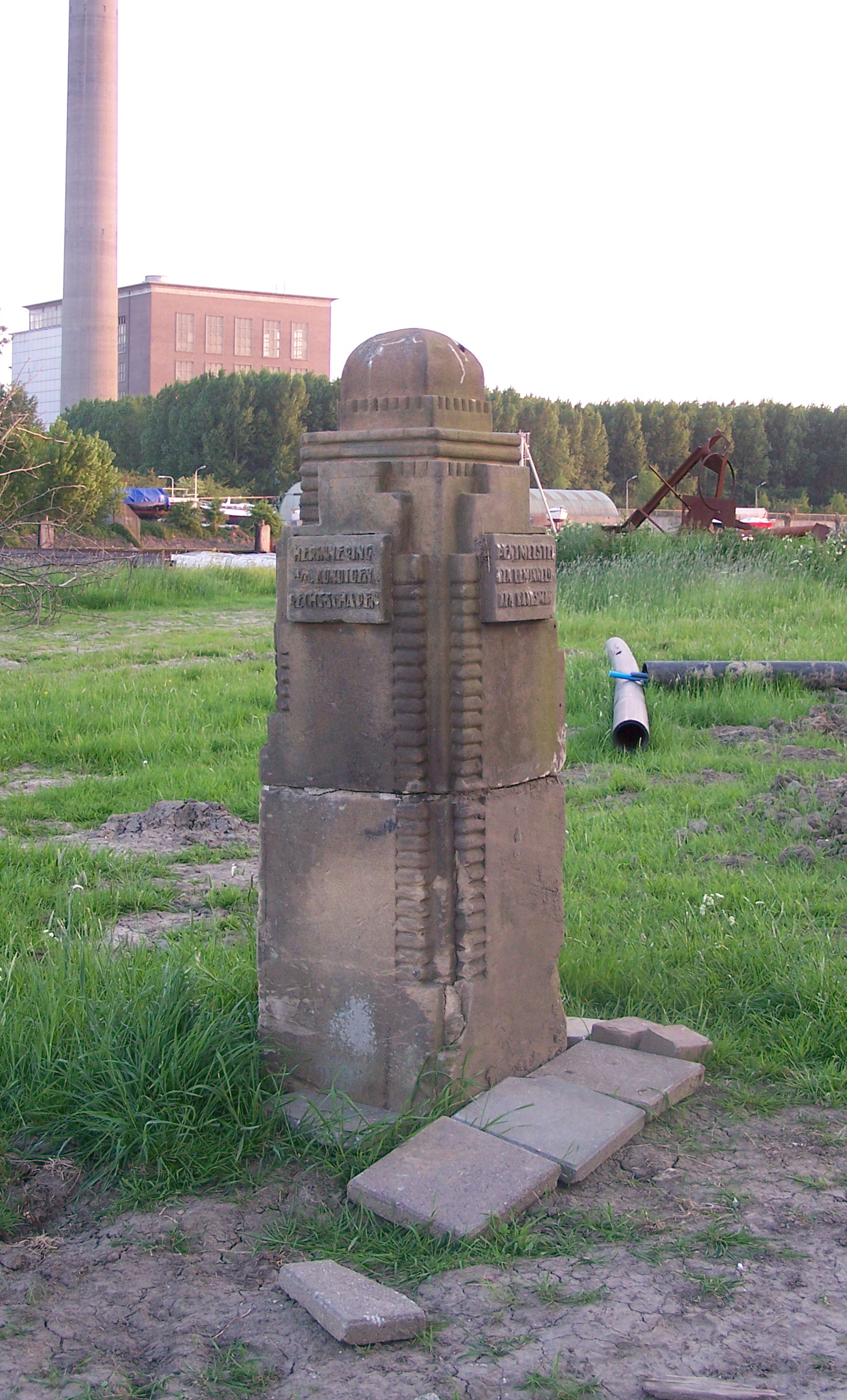
Monumento a F. J. van Ewijck van de Bilt, 1929. 52°6′23.48″N 5°4′31.43″E / 52.1065222, 5.0753972